# Konstapel
Konstapel (från latinets comes stabuli) är en äldre beteckning för lägre tjänstegrad eller befattning med flera betydelser inom artilleriet, flottan, polisen, fångvården och den seglande handelsflottan.

## Artilleriet
Före 1972 var konstapel ett underbefäl vid artilleriet, som motsvarade korpral vid övriga truppslag. Före 1915 var förste konstapel en militär grad vid artilleriet som motsvarade furir. De lägsta underbefälsgraderna vid artilleriet var lärkonstapel och vicekonstapel.

## Flottan
Konstapel var fram till 1972 en underofficersgrad vid flottan inom intendenturavdelningen, d.v.s. intendenter och sjukvårdsunderofficerare. Längre tillbaka användes konstapel även för artilleri- och minavdelningarna, vilka sedermera benämndes artilleri- resp. minstyrman.

## Polisen
Poliskonstapel var från mitten av 1800-talet den lägsta tjänstegraden inom polisen i Sverige, motsvarande dagens polisassistent. Den äldre benämningen var polisbetjänt eller gevaldiger. I Finland finns fortfarande graderna yngre konstapel och äldre konstapel.

## Fångvården
Vaktkonstapel var den lägsta tjänstegraden inom fångvården. Inom dagens kriminalvård motsvaras den av vårdare, även om termen fortfarande används. Den äldre benämningen var fångknekt eller fånggevaldiger.

## Seglande handelsflottan
Konstapel var tidigare även ett befäl vid den seglande handelsflottan - en oexaminerad andre styrman på ett segelfartyg.